# Campionato italiano maschile di pallanuoto 1905
Il campionato italiano 1905 è stata la 4ª edizione non riconosciuta dalla FIN del campionato italiano maschile di pallanuoto. Il torneo, organizzato dalla Federazione Italiana di Nuoto Rari Nantes, vide competere tre squadre: la Rari Nantes Roma, la Romana Nuoto e la Podistica Lazio.
Il torneo si tenne in una sola giornata, domenica 17 settembre, presso lo stabilimento delle Acque Albule a Tivoli. La vincitrice si aggiudicò la Coppa d’Onore della Tribuna.

## Classifica
|  |    | Classifica finale 1905 | Pt | G | V | N | P | GF | GS | DR |
|  | -- | ---------------------- | -- | - | - | - | - | -- | -- | -- |
|  | 1. | Rari Nantes Roma       | ?  | ? | ? | ? | ? | ?  | ?  | ?  |
|  | 2. | Lazio                  | ?  | ? | ? | ? | ? | ?  | ?  | ?  |
|  | 3. | Romana Nuoto           | ?  | ? | ? | ? | ? | ?  | ?  | ?  |

## Verdetti
- Rari Nantes Roma Campione d'Italia 1905